# Sonia Marta Mora Escalante
Sonia Marta Mora Escalante (San José, 1 de julio de 1953) es una educadora y política costarricense. Es embajadora de la República de Costa Rica ante Francia desde el 4 de septiembre de 2018. Fue Ministra de Educación Pública en el periodo Solís-Rivera (2014-2018) y presidente del Sistema Nacional de Acreditación de la Educación Superior (SINAES).

## Biografía
Mora Escalante nació en San José, el 1 de julio de 1953.